# Кевалас, Кестутис
Кестутис Кевалас (лит. Kęstutis Kėvalas; род. 17 февраля 1972 года, Каунас, Литовская ССР) — литовский прелат. Титулярный епископ Абдзири с 27 сентября 2012 по 18 сентября 2017. Вспомогательный епископ Каунаса с 27 сентября 2012 по 20 апреля 2017. Коадъютор епархии Тельшяя с 20 апреля по 18 сентября 2017. Епископ Тельшяя с 18 сентября 2017 по 19 февраля 2020. Архиепископ—митрополит Каунасский с 19 февраля 2020.

## Биография
После окончания средней школы с 1990 по 1992 год учился в Каунасском технологическом университете на факультете радиоэлектроники. В 1993 году он поступил в Каунасскую семинарию, где изучал философию и теологию до 1997 года. Продолжил обучение в семинарии Санта-Мария в Балтиморе (США) и получил степень лиценциата теологии и был рукоположён в священники 29 июня 2000 года.
Он был директором подготовительного курса семинарии и капелланом молодёжного отдела архиепархии. С 2002 года преподает моральное богословие на богословском факультете Университета Витаутаса Великого в Каунасе. 18 января 2008 года в том же университете получил докторскую степень по теологии.
С июня 2005 года по август 2006 года он был духовным директором в Каунасской семинарии. В течение года проходил обучение в Соединённых Штатах. Вернувшись в епархию с 2007 по 2012 годы, он занимался пастырским служением в Каунасском соборе и духовенством в семинарии. 8 февраля 2010 года назначен директором программ Radio Maria в Литве. 27 сентября 2012 года он был назначен вспомогательным епископом Каунаса и титулом Абзири. Он получил епископское посвящение 24 ноября 2012 года. Назначен епископом Тельшяйским 20 апреля 2017 года.
19 февраля 2020 года назначен архиепископом-митрополитом Каунасским.